# Walbourg
Walbourg [valbuʁ]  est une commune française située dans la circonscription administrative du Bas-Rhin et, depuis le 1er janvier 2021, dans le territoire de la Collectivité européenne d'Alsace, en région Grand Est.
Cette commune se trouve dans la région historique et culturelle d'Alsace.
Ses habitants sont appelés les Walbourgeois.

## Géographie

### Localisation
La localité fait partie de la région naturelle Outre-Forêt.

### Communes limitrophes
Walbourg est un village proche de Biblisheim, Durrenbach et Hinterfeld, à quelques kilomètres au nord de Haguenau.
| Durrenbach |          | Biblisheim |
| Hegeney    | Walbourg | Haguenau   |
| Eschbach   | Haguenau | Haguenau   |

### Géologie et relief
La commune se compose de 74,89 hectares de territoires artificialisés (14,10 %), 361,02 hectares de territoires agricoles (67,99 %) et 94,79 hectares de forêts et milieux semi-naturels (17,85 %).
Le territoire de la commune est donc essentiellement agricole.

### Sismicité
La commune est située en zone de sismicité modérée.

### Hydrographie et les eaux souterraines
Hydrogéologie et climatologie : Système d’information pour la gestion des eaux souterraines du bassin Rhin-Meuse :
Territoire communal : Occupation du sol (Corinne Land Cover); Cours d'eau (BD Carthage),
Géologie : Carte géologique; Coupes géologiques et techniques,
 Hydrogéologie : Masses d'eau souterraine; BD Lisa; Cartes piézométriques.
La commune est dans le bassin versant du Rhin au sein du bassin Rhin-Meuse. Elle est drainée par le ruisseau l'Eberbach, le ruisseau le Halbmuhlbach, le ruisseau le Gefaelbaechel et le ruisseau le Glaswinkolgraben,.
L'Eberbach, d'une longueur de 44 km, prend sa source dans la commune de Gundershoffen et se jette  dans la Sauer à Forstfeld, après avoir traversé 14 communes. 
Le Halbmuhlbach, d'une longueur de 23 km, prend sa source dans la commune de Durrenbach et se jette  dans la Sauer à Haguenau, après avoir traversé quatre communes. 

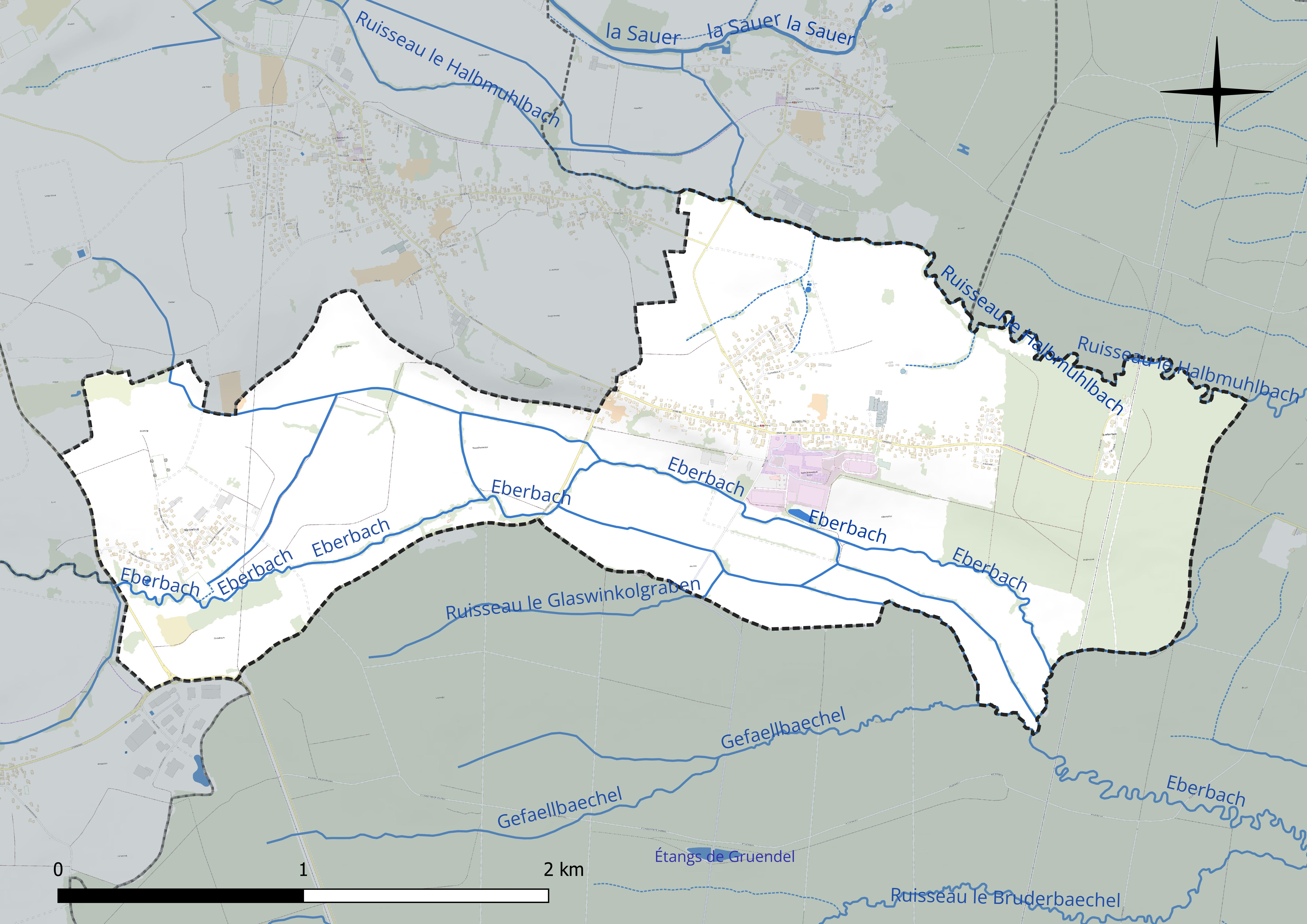
Réseau hydrographique de Walbourg.

La commune dispose d'une station d'épuration d'une capacité de 3 150 équivalent-habitants ; les eaux sont rejetées au ruisseau le Halbmuhlbach,.

### Climat
Pour des articles plus généraux, voir Climat du Grand Est et Climat du Bas-Rhin.
En 2010, le climat de la commune est de type climat des marges montargnardes, selon une étude du Centre national de la recherche scientifique s'appuyant sur une série de données couvrant la période 1971-2000. En 2020, Météo-France publie une typologie des climats de la France métropolitaine dans laquelle la commune est exposée à un climat semi-continental et est dans une zone de transition entre les régions climatiques « Vosges » et « Alsace ». 
Pour la période 1971-2000, la température annuelle moyenne est de 10,6 °C, avec une amplitude thermique annuelle de 17,8 °C. Le cumul annuel moyen de précipitations est de 792 mm, avec 11 jours de précipitations en janvier et 10,2 jours en juillet. Pour la période 1991-2020, la température moyenne annuelle observée sur la station météorologique de Météo-France la plus proche, « Preuschdorf », sur la commune de Preuschdorf à 7 km à vol d'oiseau, est de 11,3 °C et le cumul annuel moyen de précipitations est de 834,2 mm. 
La température maximale relevée sur cette station est de 39,8 °C, atteinte le 4 juillet 2015 ; la température minimale est de −19,9 °C, atteinte le 8 janvier 1985,,. 
Les paramètres climatiques de la commune ont été estimés pour le milieu du siècle (2041-2070) selon différents scénarios d'émission de gaz à effet de serre à partir des nouvelles projections climatiques de référence DRIAS-2020. Ils sont consultables sur un site dédié publié par Météo-France en novembre 2022.

### Intercommunalité
La commune est membre de la communauté de communes Sauer-Pechelbronn.

## Urbanisme

### Typologie
Au 1er janvier 2024, Walbourg est catégorisée bourg rural, selon la nouvelle grille communale de densité à sept niveaux définie par l'Insee en 2022.
Elle est située hors unité urbaine. Par ailleurs la commune fait partie de l'aire d'attraction de Haguenau, dont elle est une commune de la couronne,. Cette aire, qui regroupe 34 communes, est catégorisée dans les aires de 50 000 à moins de 200 000 habitants,.

### Voies de communications et transports

#### Voies routières
Commune desservie par :
- la D 263[20],
- la D 86 depuis Morsbronn-les-Bains et Durrenbach,
- la D 72 depuis Mertzwiller.

#### Transports en commun
- Transports en Alsace.
- Fluo Grand Est.

##### Lignes SNCF

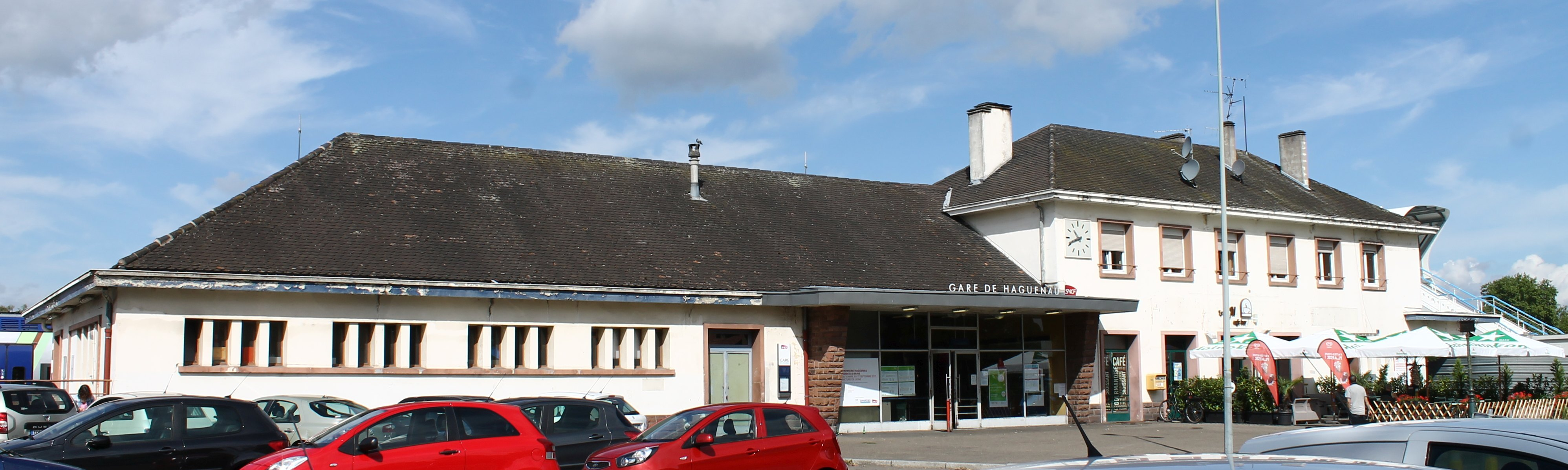
La gare de Haguenau.

Lignes SNCF les plus proches :
- Gare de Walbourg,
- Gare de Mertzwiller,
- Gare de Haguenau.

### Occupation des sols
L'occupation des sols de la commune, telle qu'elle ressort de la base de données européenne d’occupation biophysique des sols Corine Land Cover (CLC), est marquée par l'importance des territoires agricoles (67,8 % en 2018), en diminution par rapport à 1990 (69,8 %). La répartition détaillée en 2018 est la suivante : 
terres arables (43,6 %), prairies (21,7 %), forêts (18,1 %), zones urbanisées (14,1 %), zones agricoles hétérogènes (2,5 %). L'évolution de l’occupation des sols de la commune et de ses infrastructures peut être observée sur les différentes représentations cartographiques du territoire : la carte de Cassini (XVIIIe siècle), la carte d'état-major (1820-1866) et les cartes ou photos aériennes de l'IGN pour la période actuelle (1950 à aujourd'hui).

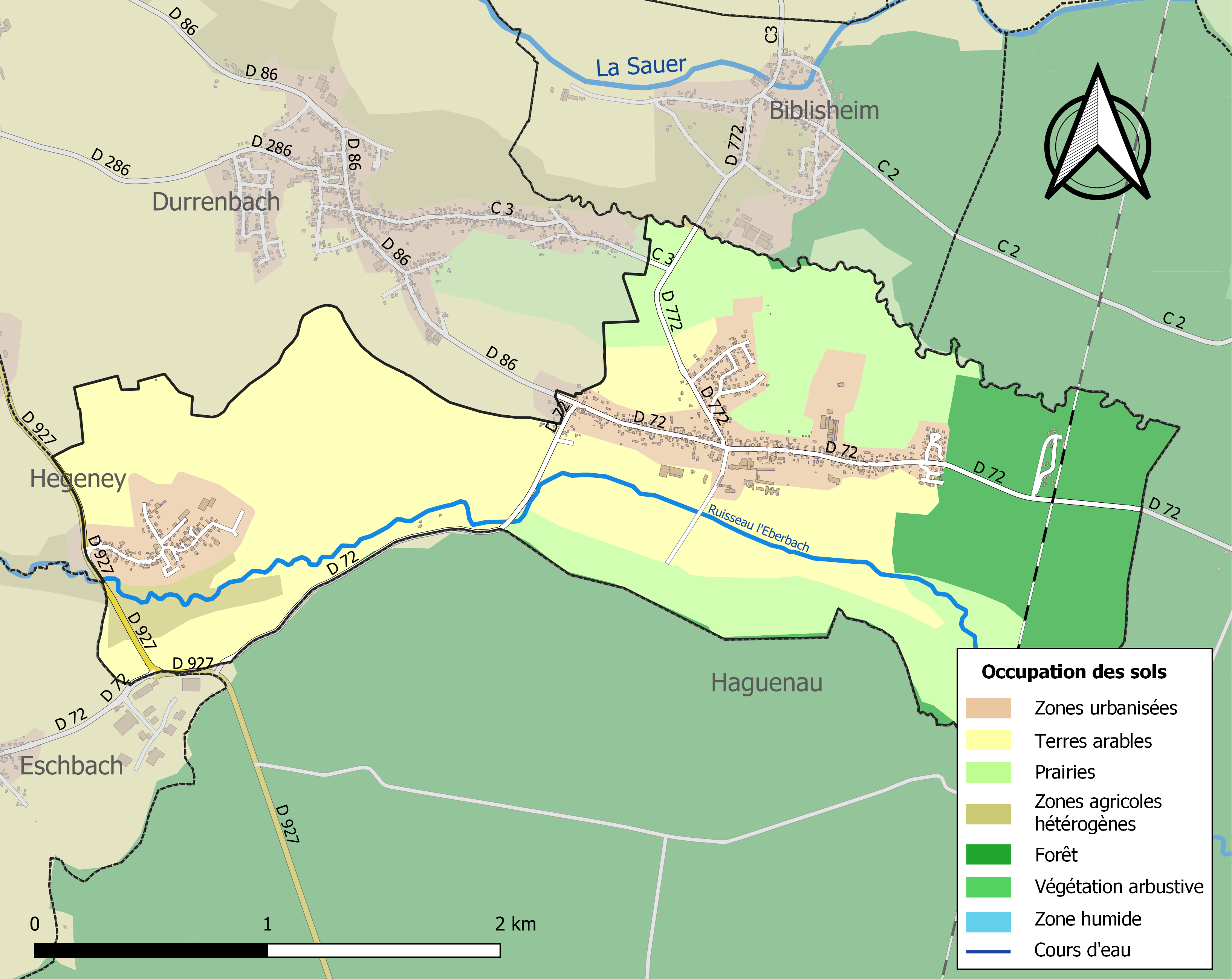
Carte des infrastructures et de l'occupation des sols de la commune en 2018 (CLC).

## Toponymie
- En allemand : Walburg[22].

## Histoire
L'origine du village est l'abbaye de Sainte-Walburge fondée dans la « Forêt Sainte », au nord de Haguenau. L'origine remonte à 1074 avec l'autorisation donnée par Thierry de Montbéliard à des moines de fonder une celle.
La fondation de l'abbaye doit remonter à l'intervention de Frédéric de Staufen, duc de Souabe, et à Pierre de Lutzelbourg, vers 1100.
Le nom de Walbourg est une déformation de Walburge.
La restauration des vitraux du chœur a bénéficié du soutien de la Fondation du patrimoine.

## Politique et administration

### Liste des maires
| Période                                  | Période                   | Identité                                         | Étiquette | Qualité |
| ---------------------------------------- | ------------------------- | ------------------------------------------------ | --------- | ------- |
| Les données manquantes sont à compléter. |                           |                                                  |           |         |
| 1816                                     | 1848                      | Michel Saglio                                    |           |         |
| 1895                                     | 1907                      | Richard Haniel                                   |           |         |
| mars 2001                                | mars 2014                 | Alphonse Sibler                                  |           |         |
| mars 2014                                | En cours (au 31 mai 2020) | Francis Schneider Réélu pour le mandat 2020-2026 |           |         |

### Budget et fiscalité 2023

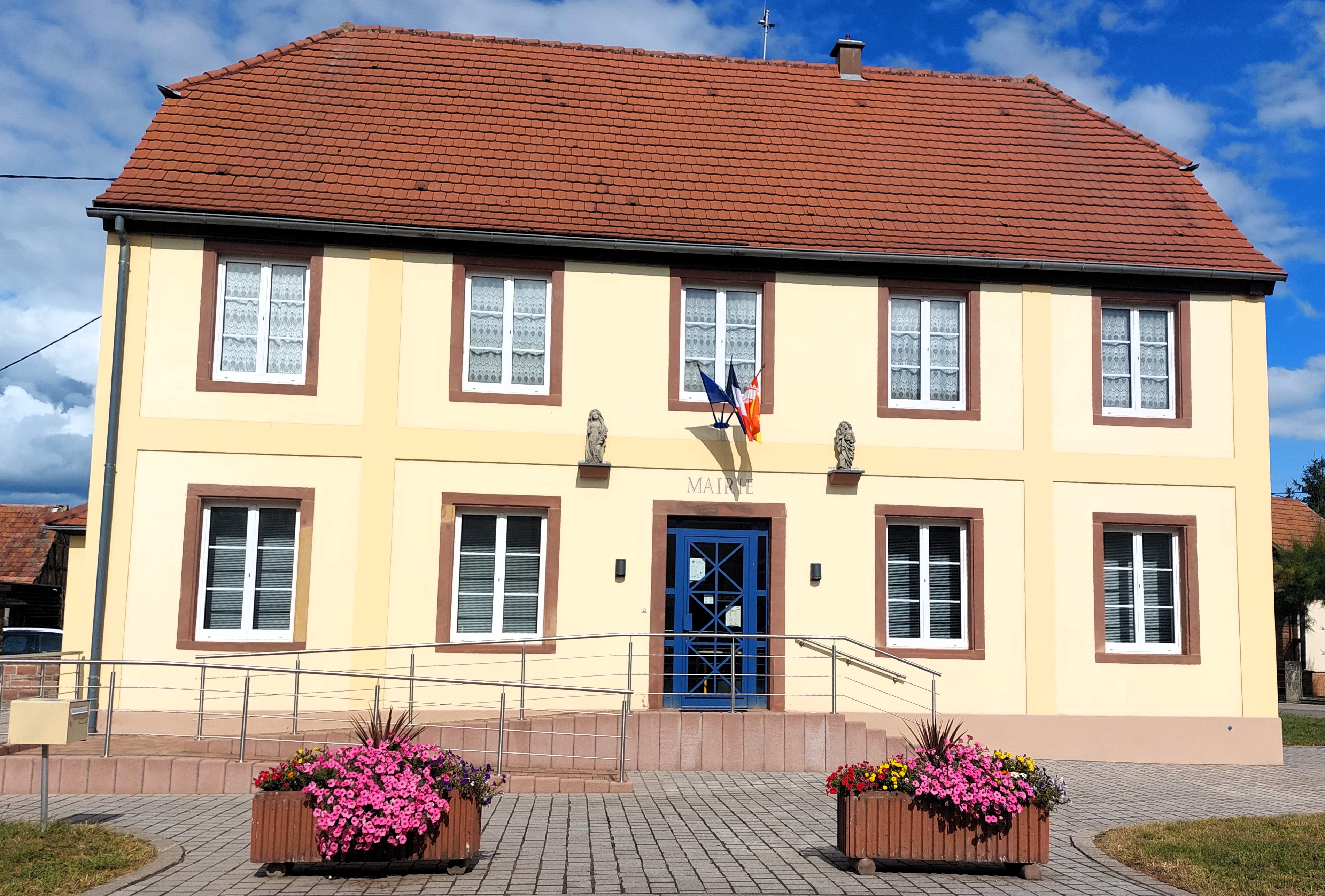
La mairie.

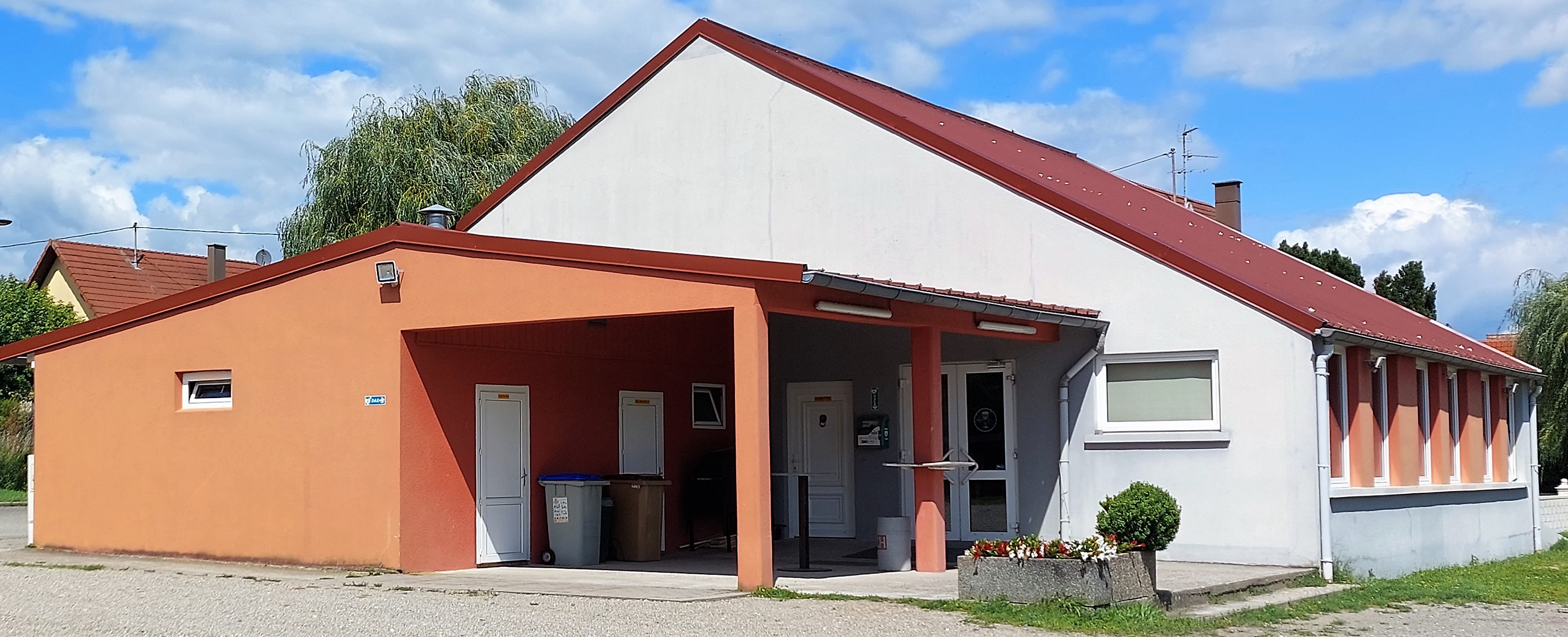
Salle communale de Walbourg-Hinterfeld.

En 2023, le budget de la commune était constitué ainsi :
- total des produits de fonctionnement : 603 000 €, soit 508 € par habitant ;
- total des charges de fonctionnement : 435 000 €, soit 367 € par habitant ;
- total des ressources d'investissement : 465 000 €, soit 392 € par habitant ;
- total des emplois d'investissement : 435 000 €, soit 367 € par habitant ;
- endettement : 246 000 €, soit 208 € par habitant.

Avec les taux de fiscalité suivants :
- taxe d'habitation : 13,83 % ;
- taxe foncière sur les propriétés bâties : 28,67 % ;
- taxe foncière sur les propriétés non bâties : 61,78 % ;
- taxe additionnelle à la taxe foncière sur les propriétés non bâties : 0 % ;
- cotisation foncière des entreprises : 0 %.

Chiffres clés Revenus et pauvreté des ménages en 2021 : médiane en 2021 du revenu disponible, par unité de consommation : 26 670 €.

## Population et société

### Démographie

#### Évolution démographique
L'évolution du nombre d'habitants est connue à travers les recensements de la population effectués dans la commune depuis 1793. Pour les communes de moins de 10 000 habitants, une enquête de recensement portant sur toute la population est réalisée tous les cinq ans, les populations de référence des années intermédiaires étant quant à elles estimées par interpolation ou extrapolation. Pour la commune, le premier recensement exhaustif entrant dans le cadre du nouveau dispositif a été réalisé en 2006.

En 2022, la commune comptait 926 habitants, en évolution de +1,54 % par rapport à 2016 (Bas-Rhin : +3,17 %, France hors Mayotte : +2,11 %).
| 1793 | 1800 | 1806 | 1821 | 1831 | 1836 | 1841 | 1846 | 1851 |
| ---- | ---- | ---- | ---- | ---- | ---- | ---- | ---- | ---- |
| 412  | 508  | 530  | 589  | 621  | 625  | 603  | 612  | 558  |

| 1856 | 1861 | 1866 | 1871 | 1875 | 1880 | 1885 | 1890 | 1895 |
| ---- | ---- | ---- | ---- | ---- | ---- | ---- | ---- | ---- |
| 519  | 507  | 514  | 538  | 531  | 520  | 527  | 501  | 546  |

| 1900 | 1905 | 1910 | 1921 | 1926 | 1931 | 1936 | 1946 | 1954 |
| ---- | ---- | ---- | ---- | ---- | ---- | ---- | ---- | ---- |
| 548  | 549  | 552  | 538  | 543  | 523  | 540  | 573  | 601  |

| 1962 | 1968 | 1975 | 1982 | 1990 | 1999 | 2006 | 2011 | 2016 |
| ---- | ---- | ---- | ---- | ---- | ---- | ---- | ---- | ---- |
| 531  | 539  | 561  | 622  | 707  | 786  | 792  | 804  | 912  |

| 2021 | 2022 | - | - | - | - | - | - | - |
| ---- | ---- | - | - | - | - | - | - | - |
| 931  | 926  | - | - | - | - | - | - | - |

C'est la commune d'Alsace avec le plus fort taux de population comptée à part en 2006 selon l'Insee, avec 27,9 % (307 personnes pour une population totale de 1099 habitants). Ce taux s'explique par la présence de l'internat du séminaire de jeunes.

### Enseignement
Établissements d'enseignements :
- Écoles maternelles et primaires,
- Le Séminaire de jeunes[34] est un établissement catholique d'enseignement sous contrat avec l'État. Cet établissement accueille des jeunes de la 7e à la terminale, filles et garçons, en qualité d'externes, demi-pensionnaires ainsi que d'internes,
- Collèges à Walbourg, Wœrth, Mertzwiller, Schweighouse-sur-Moder, Haguenau.

### Santé
Professionnels et établissements de santé :
- Médecins à Walbourg, Durrenbach, Eschbach, Morsbronn-les-Bains,
- Chirurgiens-dentistes,
- Pharmacies à Morsbronn-les-Bains, Woerth[36],
- Hôpitaux à Haguenau, Goersdorf, Lobsann.

### Cultes
- Culte catholique, communauté de paroisses Entre Eberbach et sauer[37], diocèse de Strasbourg.

## Économie

### Entreprises et commerces

#### Agriculture
- Culture et élevage associés.
- Culture de fruits à pépins et à noyau
- Agriculture tournée essentiellement vers l'élevage : Élevage de vaches laitières
- Élevage d'autres animaux.
- Aquaculture en eau douce.

#### Tourisme
- Restaurants à Woerth, Haguenau.
- Hôtels à Morsbronn-les-Bains, Haguenau.
- Chambres d'hôtes[38].

#### Commerces
- Commerces de proximité à Woerth, Haguenau.

## Culture locale et patrimoine

### Lieux et monuments
- L'église abbatiale Sainte-Walburge[39].

L'abbaye consacrée à sainte Walburge a donné son nom au village. L'église est connue par une remarquable collection de vitraux du XVe siècle réalisés après la reconstruction de l'église, dédicacée en 1465 par l'abbé Burkhard von Müllenheim.
* Orgue de Martin Wetzel, : Construit en 1832 par Martin Wetzel pour la chapelle St Laurent de la Cathédrale de Strasbourg, l'instrument est finalement vendu à Walbourg en 1935,.
L'abbaye Sainte-Walburge, a peut-être été fondée par le comte Thierry de Montbéliard en 1074 qui possédait de nombreux biens dans la forêt de Haguenau. Il aurait permis à deux moines d'y établir une celle consacrée à saint Philippe, à saint Jacques et à sainte Walburge. Cette dédicace à sainte Walburge a fait supposer que ces moines venaient de Bavière. D'autres font remonter cette fondation à Frédéric le Borgne, duc de Souabe, et au comte Pierre de Lutzelbourg. L'empereur Henri V lui a accordé de nombreux privilèges en 1106.
- Le Musée Mémorial des Combats et de la Libération en Alsace du Nord (M2CLADN), ouvert en 2020 dans l'enceinte du séminaire de jeunes[93],[94], présente une collection d'objets liés aux trois conflits ayant ébranlé la région : guerre franco-prussienne, Première et Seconde Guerres mondiales.
- Chapelle du Séminaire Chapelle du Séminaire.
- Chapelle Saint-Michel de Hinterfeld[95].
- Monuments commémoratifs :
  - Monuments aux morts[96],
  - Tombe du fusilier Kluger[97].
- Grotte de Lourdes (réplique)[98].

### Galerie

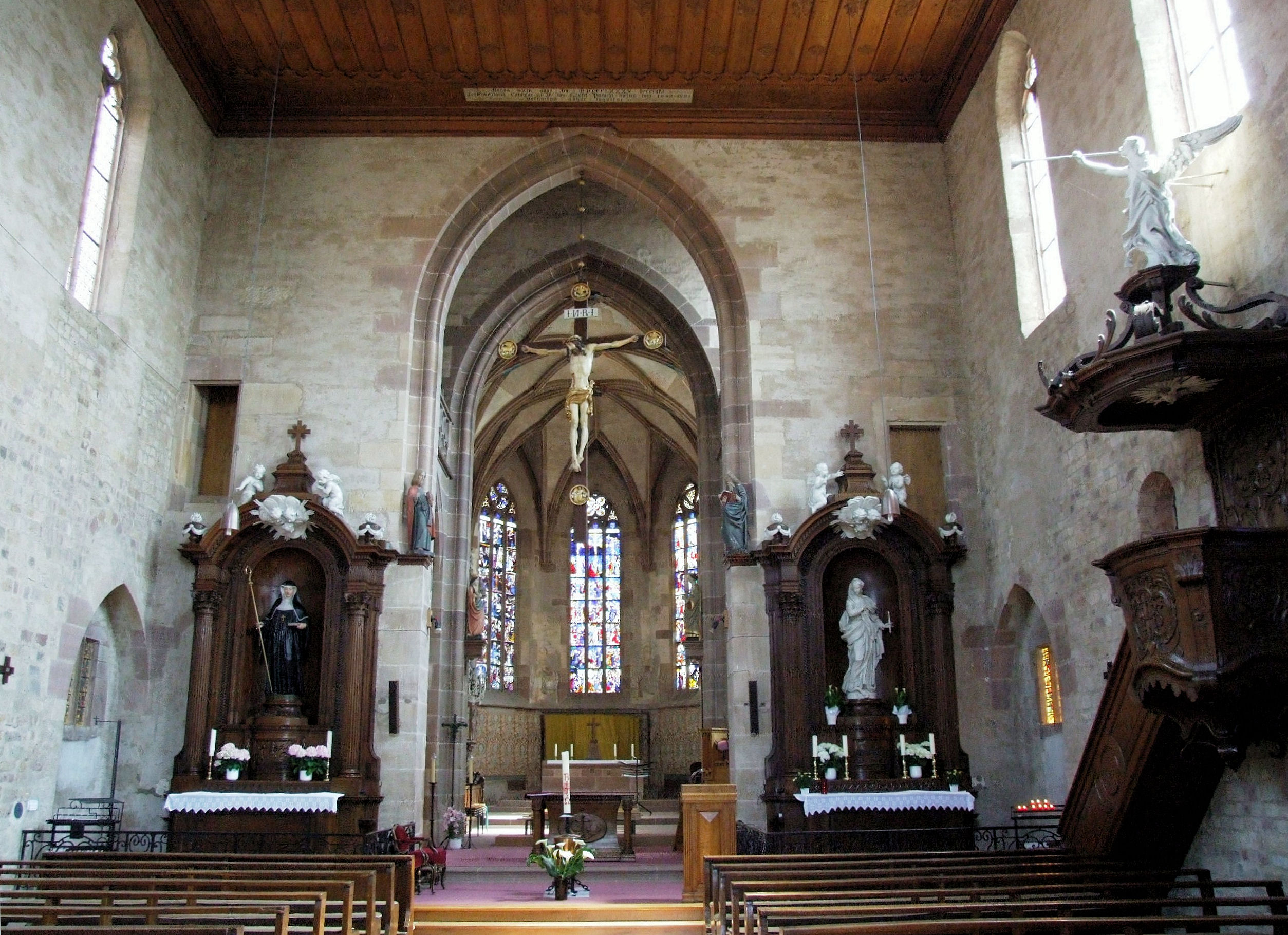
Nef.
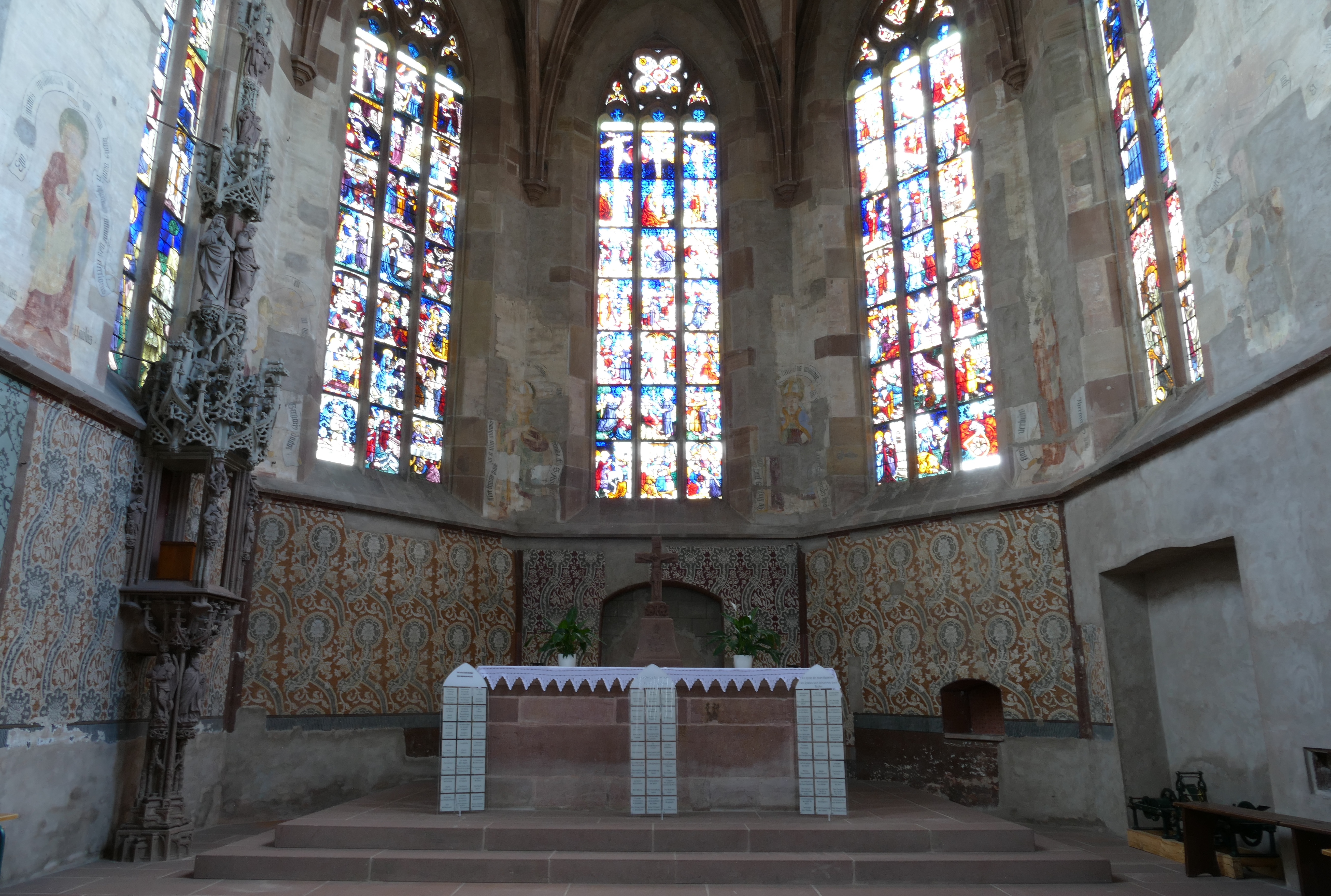
Vue sur le chœur et les verrières.
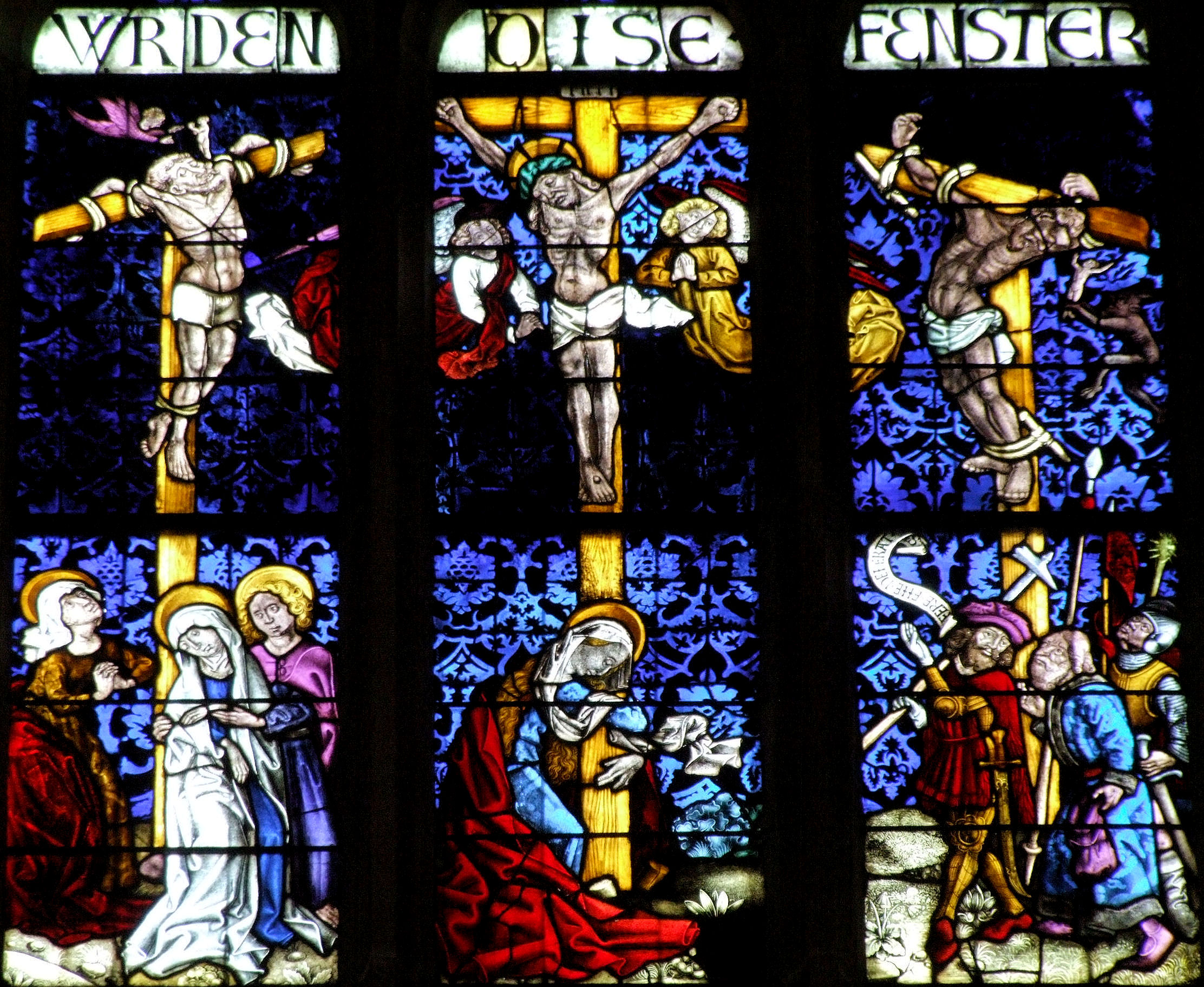
Église Sainte-Walburge - vitrail de la Crucifixion[99].
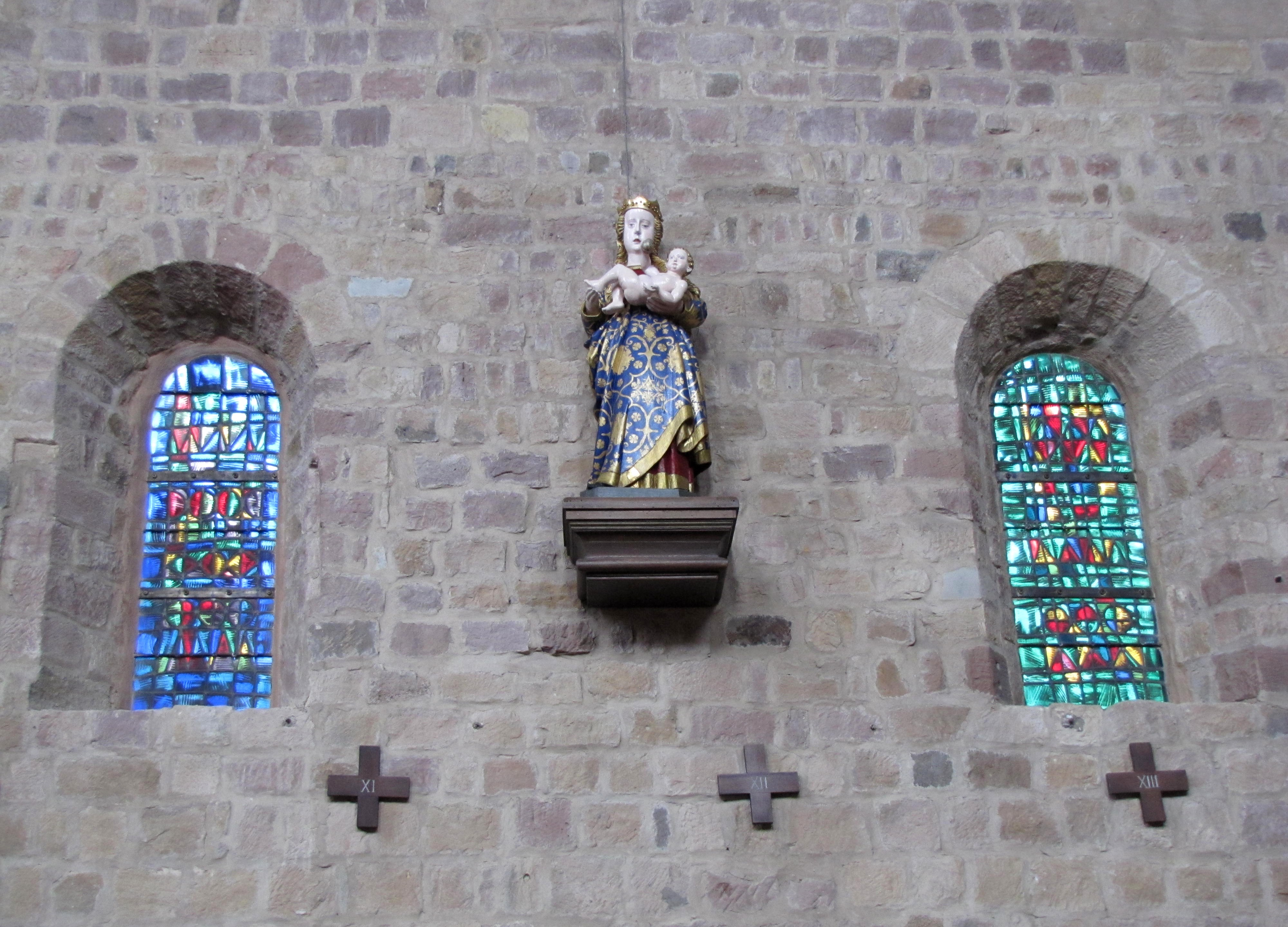
Fenêtres romanes de la nef nord.
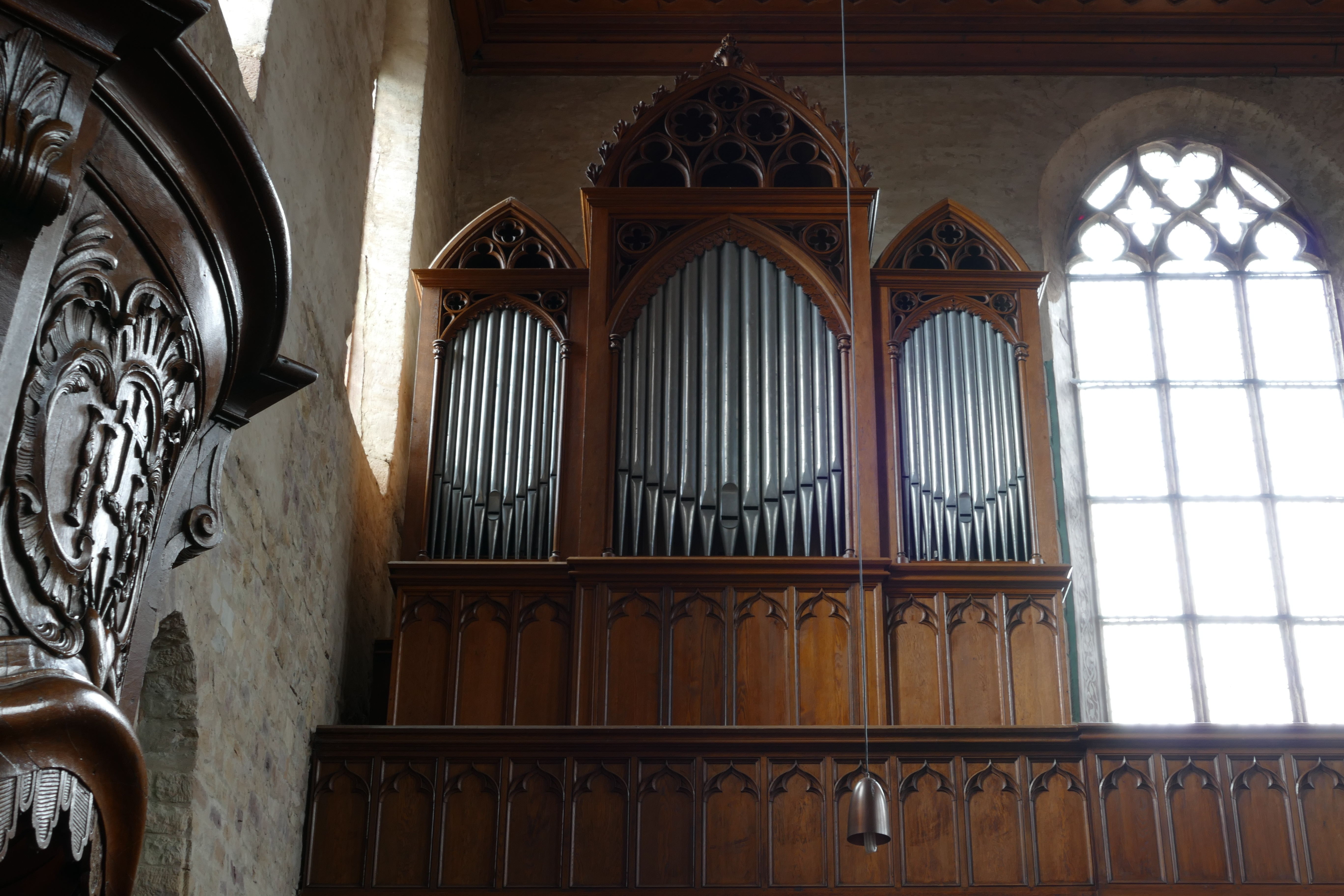
Église abbatiale Sainte-Walburge, orgue Wetzel.
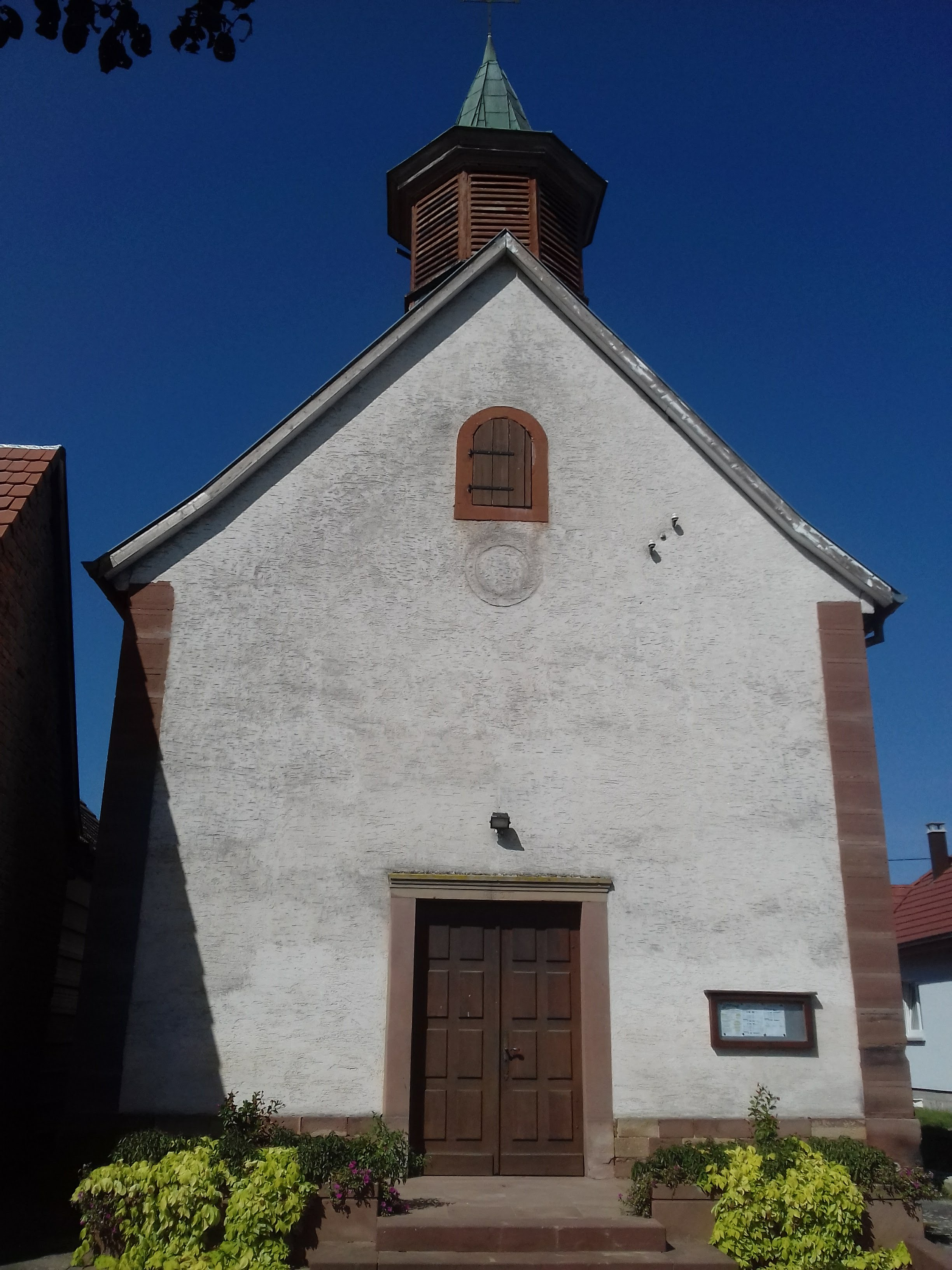
Chapelle Saint-Michel de Walbourg-Hinterfeld.
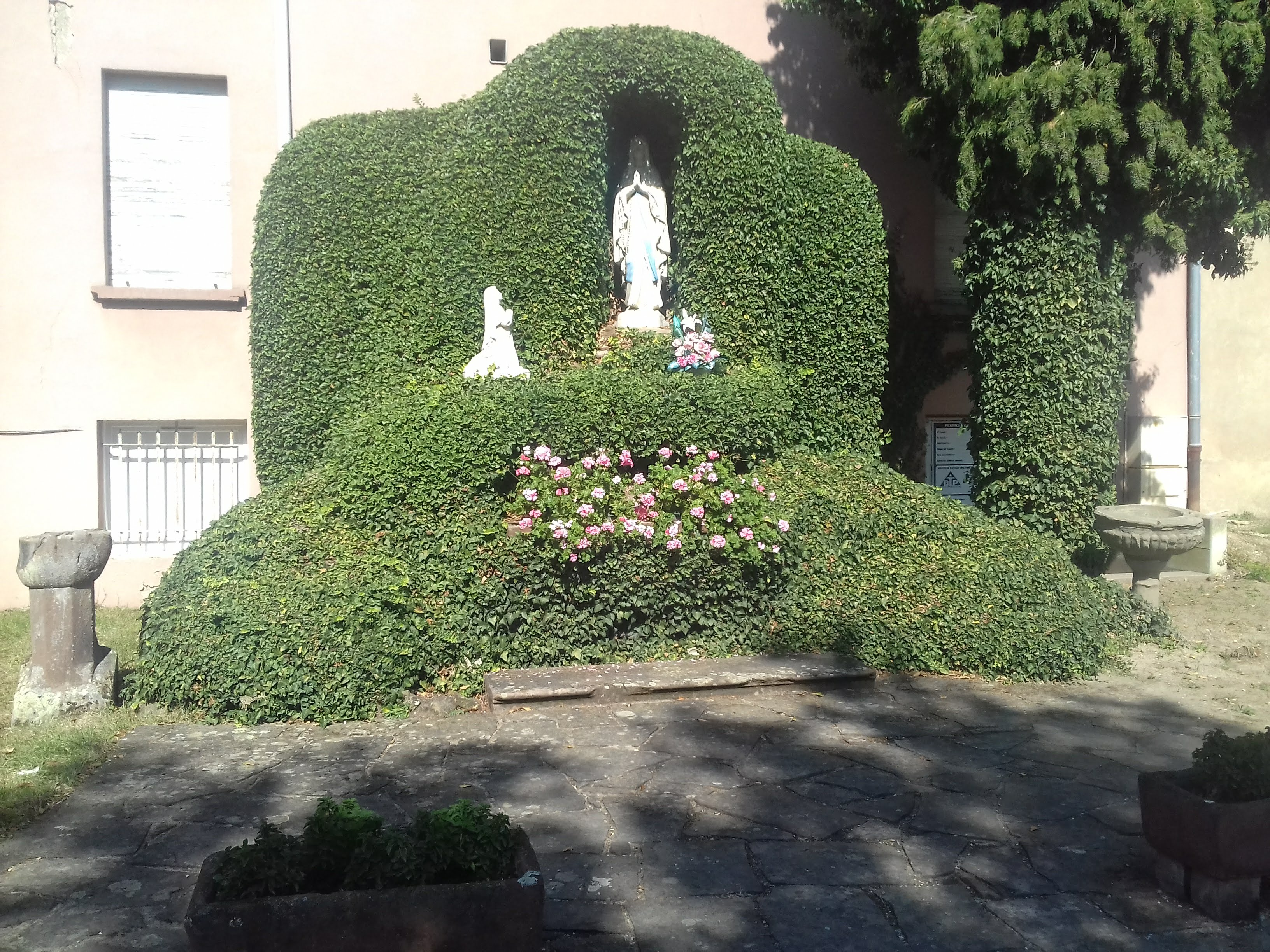
« Grotte de Lourdes ».

### Personnalités liées à la commune
- Pierre-Michel-Bernardin Saglio (1759-1849), député du Bas-Rhin mort dans la commune.

### Héraldique
| Blason de Walbourg | Blason  | D'or aux trois lions léopardés de sable, lampassés de gueules, passant l'un sur l'autre, au chef de gueules chargé d'une volute de crosse du champ mouvant du trait du chef. |
| Blason de Walbourg | Détails | |